# Galeerenbrunnen

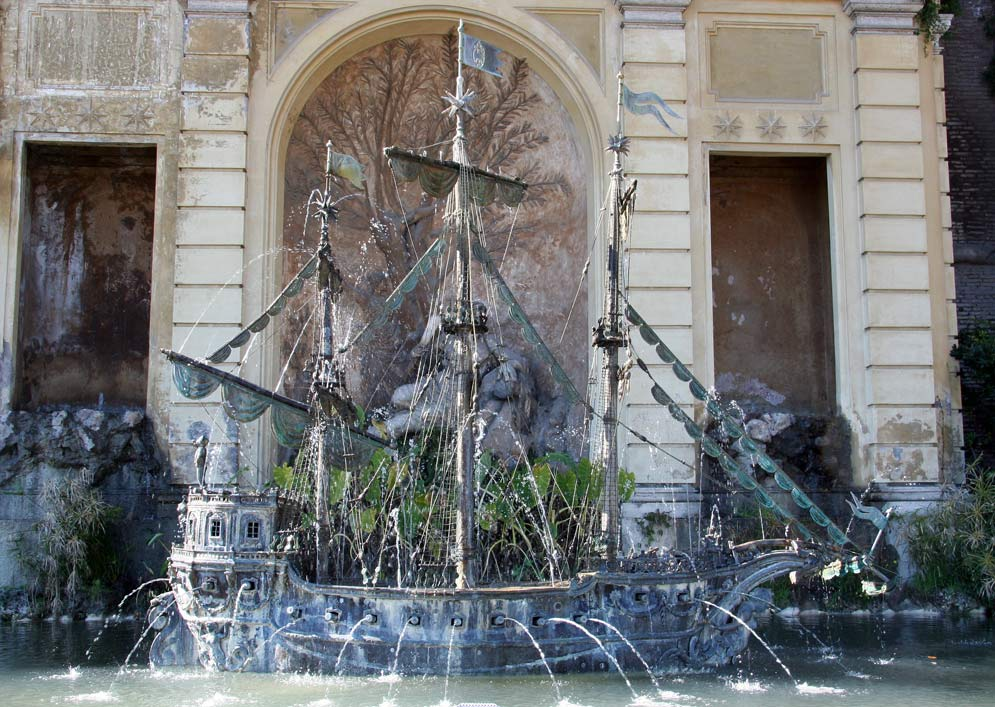
Galeerenbrunnen

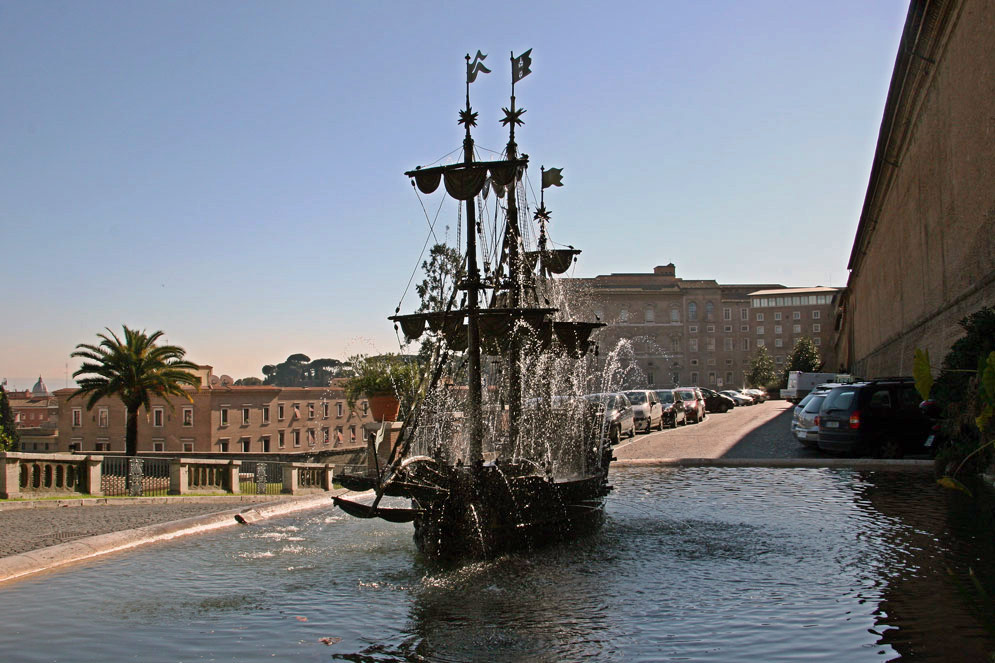
Galeerenbrunnen mit Blick auf den Apostolischen Palast

Der Galeerenbrunnen (italienisch Fontana della Galera) liegt am Piazzale della Galera in der Vatikanstadt außerhalb der Vatikanischen Gärten.
Nordöstlich am Rande der Grenzmauern gelegen, bietet sich vom Brunnen aus ein Blick über Rom. Die Fontana della Galera wurde durch Papst Paul V. in Auftrag gegeben und durch Vasanzio und Martino Ferrabosco erbaut. Das Kriegsschiffmodell wurde in den Jahren 1620–1621 aus Kupfer und Blei hergestellt.